# Dolichocephala fuscillanx
Dolichocephala fuscillanx är en tvåvingeart som beskrevs av Jones 1940. Dolichocephala fuscillanx ingår i släktet Dolichocephala och familjen dansflugor. Inga underarter finns listade i Catalogue of Life.